# Установка дегідрогенізації пропану в Порт-Саїд
Установка дегідрогенізації пропану в Порт-Саїді — виробництво єгипетської нафтохімічної промисловості, розташоване на північному сході країни у зоні Суецького каналу.
Станом на другу половину 2010-х основну частину пропілену, придатного для полімеризації (polymer-grade-propylene), отримують на установках парового крекінгу вуглеводнів разом з етиленом. Втім, певну його частину дають спеціалізовані виробництва, передусім установки дегідрогенізації пропану. Одну з них спорудили в Єгипті, при цьому підряд на спорудження установки видали в 2006-му, а її введення в експлуатацію припало на 2010 рік. Особливістю єгипетського заводу стало використання технології німецької компанії Uhde (концерн ThyssenKrupp), тоді як інші понад два десятки установок, що працювали в світі станом на 2018-й, використовують технології компаній UOP (Honeywell) та, в меншій мірі, ABB Lummus.
Єгипетська установка споживає має річну потужність із випуску 400 тисяч тонн пропілену та доповнена лінією полімеризації, що розрахована на виробництво такого ж обсягу поліпропілену та кополімеру пропілену з етиленом. 
Для роботи у штатному режимі установка потребує 430 тисяч тонн пропану на рік. Вибір місця для її розташування пояснюється наявністю в районі Порт-Саїду газопереробного заводу United Gas Derivatives Company (UGDC) в Порт-Саїді, який працює з 2005 року та вилучає великі обсяги пропану. За необхідності пропан можуть ввозити через порт Дум'ят із подальшим перекачуванням по трубопроводу Дум'ят – Порт-Саїд.
Установка належить компанії Egyptian Propylene & Polypropylene Co (EPPC), серед власників якої є переважно єгипетські державні компанії, зокрема, ECHEM (нафтохімічне спрямування) та GASCO (газова промисловість), що мають по 13 % у капіталі.